# Mabel (Name)
Mabel ist ein weiblicher Vorname.

## Herkunft und Bedeutung
Mabel ist die englische Kurzform des im 12. Jahrhundert verbreiteten Amabel, beziehungsweise Amabella. Diese wiederum lassen sich vom lateinischen Adjektiv amabilis ableiten, was so viel wie liebenswürdig bedeutet.
Im deutschen Sprachraum wurde der Name um 1900 häufig gewählt. Heute kommt er nur noch selten vor.

## Varianten
- irisch: Maible
- französisch: Marbelle

Koseformen:
- Mab
- Mabs

## Bekannte Namensträgerinnen
- Mabel Agyemang (* 1962), Chief Justice von Gambia
- Mabel Esther Allan (1915–1998), britische Kinderbuchautorin
- Mabel Álvarez (1891–1985), US-amerikanische Malerin
- Mabel Besant-Scott (1870–1952), englische Theosophin, Rosenkreuzerin und Freimaurerin
- Mabel Brookes (1890–1975), australische Schriftstellerin, Aktivistin und Philanthropin
- Mabel Cahill (1863–1905/06), irische Tennisspielerin
- Mabel Collins (1851–1927), britische Autorin und Theosophin
- Mabel Dodge Luhan (1879–1962), US-amerikanische Gesellschaftsgröße, Kunstmäzenin und Schriftstellerin
- Mabel Dove Danquah (1905–1984), ghanaische Journalistin, Politikerin und Schriftstellerin
- Mabel Agnes Elliott (1898–1990), US-amerikanische Soziologin
- Mabel Fonseca (* 1972 in Guantánamo) ist eine ehemalige puerto-ricanische Ringerin
- Mabel Gay (* 1983), eine kubanische Dreispringerin
- Mabel A. Grammer (1915–2002), afroamerikanische Menschenrechtsaktivistin und Journalistin
- Mabel Hardy (1879–1947), englische Badmintonspielerin
- Mabel Hariot (1908–1996), deutsche Filmschauspielerin
- Mabel Howard (1894–1972), neuseeländische Politikerin
- Mabel Karr (1934–2001), argentinische Schauspielerin
- Mabel Lang (1917–2010), US-amerikanische Klassische Philologin, Althistorikerin und Klassische Archäologin
- Mabel Ping-Hua Lee (1896–1966), chinesisch-amerikanische Frauenrechtlerin und Leiterin einer baptistischen Gemeinde
- Mabel Dodge Luhan (1879–1962), US-amerikanische Gesellschaftsgröße, Kunstmäzenin und Schriftstellerin
- Mabel Mambretti (* 1942), argentinische Komponistin und Musikwissenschaftlerin
- Mabel May (1877–1971), kanadische Malerin
- Mabel May-Yong (1884–1968), deutsche Tänzerin und Schauspielerin
- Mabel Mercer (1900–1984), britische Varieté-Sängerin
- Mabel Normand (1892–1930), US-amerikanische Stummfilmschauspielerin
- Mabel Parton (1881–1962), englische Tennisspielerin
- Mabel Poulton (1901–1994), englische Filmschauspielerin
- Mabel Rivera (* 1952), spanische Schauspielerin
- Mabel Scott (1915–2000), US-amerikanische Gospel- sowie Rhythm-and-Blues-Sängerin
- Mabel Wisse Smit (* 1968), Ehefrau von Prinz Johan Friso von Oranien-Nassau
- Mabel St Clair Stobart (1862–1954), britische Frauenrechtlerin und Autorin
- Mabel Taylor, US-amerikanische Bogenschützin
- Mabel Zuppinger (1897–1978), Schweizer Journalistin und Autorin

Künstlername
- Mabel (* 1996 als Mabel McVey), britisch-schwedische R&B-Sängerin und Songwriterin

## Varia
- Heinz Rudolf Kunze veröffentlichte 1986 sein Lied Finden Sie Mabel. Damit bezieht er sich auf das Werk Der lange Abschied von Raymond Chandler.[3] Dessen Romanfigur Philip Marlowe, ein Privatdetektiv, wird darin von einem Mann beauftragt, eine Frau wiederzufinden, die mit ihm nur wegen des Geldes zusammen ist. In Kunzes Lied heißt es im Refrain: „Marlowe, ich fleh’ Sie an, Marlowe, finden Sie Mabel.“